# آس‌بادهای چهار فرسخ
آسبادهای چهارفرسخیا آسیاب بادی چهارفرسخ مربوط به دوره قاجار است و در شهرستان نهبندان، روستای چهار فرسخ واقع شده و این اثر در تاریخ ۲۵ اسفند ۱۳۷۹ با شمارهٔ ثبت ۳۴۶۵ به‌عنوان یکی از آثار ملی ایران به ثبت رسیده‌است.